# Хафтор Јулијус Бјернсон
Хафтоур Јулијис "Тор" Бјернсон (исл. Hafþór Júlíus Björnsson; 26. новембар 1988) је исландски професионални атлета, глумац и бивши професионални кошаркаш.

## Каријера

### Кошаркашка каријера
Спортску каријеру је почео као кошаркаш. Пошто је висок је 2,06 m, играо је центар. Играо је и за Кошаркашку репрезентацију Исланда.
Кошарку је напустио у 20. години због теже повреде колена.

### Стронгмен каријера
Хафтоур је упознао исландског стронгмена Магнуса Вер Магнусона 2008. у његовој теретани "Јакабол", и Магнус му је рекао да може постати добар стронгмен. Хафтоур је победио на неколико такмичења током 2010. године, укључујући и Најјачег човека Исланда, Исландског најјачег викинга, Вестфјордс викинг.
Победио је 4. јуна 2011. на такмичењу Најјачи човек Исланда, и 18. јула исте године на такмичењу Исландски најјачи човек.
Хафтоур је 31. јануара 2015. године оборио рекорд стар 1000. година који је поставио Орм Сторолфсон, када је носио дебло дугачко 10 m и тешко 650 kg пет корака.

### Најјачи човек света
Хафтоур је освојио шесто место на Најјачем човеку света 2011. године.
Учествовао је опет следећих година, и 2012. и 2013. је освојио треће место, а 2014. године је освојио друго место.

## Глума
Хафтоур је започео своју глумачку каријеру са улогом Грегор Клегејна у 4. сезони HBO серије Игра престола.

## Лични рекорди
- Чучањ – 380 kg[14]
- Бенч прес – 230 kg
- Мртво дизање – 505 kg[15]
- Лог прес – 192,5 kg
- Ношење дебла - [5 корака] 650 kg[16]